# Scambus nigriventris
Scambus nigriventris là một loài tò vò trong họ Ichneumonidae.